# Csibrák, Tolna
Csibrák  este un sat în districtul Dombóvár, județul Tolna, Ungaria, având o populație de 314 locuitori (2011). 

## Demografie
Componența etnică a satului Csibrák
     Maghiari (89,39%)
     Romi (4,85%)
     Germani (4,24%)
     Români (1,52%)
Componența confesională a satului Csibrák
     Fără religie (18,79%)
     Reformați (4,46%)
     Necunoscută (75,8%)
     Luterani (0,96%)
     Alte religii (0,96%)
Conform recensământului din 2011, satul Csibrák avea 314 locuitori. Din punct de vedere etnic, majoritatea locuitorilor (89,39%) erau maghiari, existând și minorități de romi (4,85%), germani (4,24%) și români (1,52%). Nu există o religie majoritară, locuitorii fiind persoane fără religie (18,79%) și reformați (4,46%). Pentru 75,8% din locuitori nu este cunoscută apartenența confesională.